# Wangjiang
Der Kreis Wangjiang (望江县,  Wàngjiāng Xiàn) ist ein Kreis der bezirksfreien Stadt Anqing in der chinesischen Provinz Anhui. Er hat eine Fläche von 1.321 km² und 551.000 Einwohner (Stand: Ende 2018).